# Autotranscendência
A autotranscendência é um traço de personalidade que envolve a expansão de limites pessoais, incluindo, potencialmente, experiências de ideias espirituais, como considerar-se parte integrante do universo. Vários psicólogos, incluindo Viktor Frankl, Abraham Maslow, Pamela G. Reed, C. Robert Cloninger e Lars Tornstam fizeram contribuições para a teoria da autotranscendência.
A autotranscendência é distinta como o primeiro conceito de caráter de natureza espiritual a ser incorporado a uma importante teoria da personalidade. A autotranscendência é uma das dimensões de "caráter" da personalidade avaliada no Inventário de Temperamento e Personalidade de Cloninger. Ela também é avaliado pela Escala de Autotranscendência e pelo Inventário de Autotranscendência de Adultos.
No artigo "A importância da consciência ternária para superar as inadequações da psiquiatria contemporânea", C. Robert Cloninger afirma com base em suas pesquisas:
Na população em geral, o baixo desenvolvimento da autotranscendência é caracterizado por sentimentos de infelicidade, diminuição da autoestima, sentimentos de vazio e alienação em relação às outras pessoas e ao mundo como um todo. A negligência dos fenômenos transcendentes por parte da ciência pode ter um preço elevado, especialmente em esforços para reduzir a consciência ao estado de zumbi, restrita unicamente a mecanismos físicos no qual a subjetividade, o autodirecionamento e o livre-arbítrio são considerados como ilusões.
A importância de todos os três traços de caráter é evidenciada pelos achados da “terceira onda de psicoterapias”, que buscam solucionar as limitações das abordagens “comportamental” e "cognitivo-comportamental” anteriores.

## Natureza da característica
Várias definições sobrepostas de autotranscendência foram dadas. Viktor Frankl escreveu: "A qualidade essencialmente autotranscendente da existência humana torna o homem um ser além de si mesmo".
Segundo Reed, a autotranscendência é: 
 a capacidade de expandir os limites de si mesmo intrapessoalmente (para uma maior conscientização da filosofia, dos valores e dos sonhos), interpessoalmente (para relacionar-se com os outros e seu ambiente), temporalmente (integrar o passado e o futuro de uma maneira que tenha significado para o presente) e transpessoalmente (para conectar-se com dimensões além do mundo tipicamente discernível). 
 Tomando uma perspectiva desenvolvimentista em relação ao envelhecimento e à transcendência, Tornstam definiu o conceito de gerotranscendência como "uma mudança na metaperspectiva, de uma visão materialista e racional da meia-idade para uma mais cósmica e transcendente, acompanhada de um aumento na satisfação com a vida".
No modelo de personalidade de sete dimensões de Cloninger, existem quatro dimensões de temperamento que têm uma base biológica forte e três dimensões de caráter aprendidas que se acredita serem baseadas em conceitos. A autotranscendência é um traço de caráter considerado relacionado à experiência dos aspectos espirituais do eu. O conceito foi influenciado pelas teorias do desenvolvimento da personalidade na psicologia humanista e transpessoal. A autotranscendência refere-se a uma identificação do eu com o universo concebido como um todo unitivo. Segundo Cloninger, isso "pode ser descrito como aceitação, identificação ou união espiritual com a natureza e sua fonte".

## Componentes
A autotranscendência avaliada no Inventário de Temperamento e Caráter originalmente tinha três subescalas, mas mais duas foram adicionadas posteriormente:
1. Experiência auto-esquecida versus autoconsciente
2. Identificação transpessoal versus auto-isolamento
3. Aceitação espiritual versus materialismo racional
4. Iluminado versus objetivo
5. Idealista versus prático

Um estudo independente descobriu que as cinco subescalas propostas por Cloninger eram difíceis de replicar usando análise fatorial e sugeriu que a escala de autotranscendência do Inventário de Temperamento e Personagem é melhor representada por quatro subdimensões:
1. Crenças espirituais e religiosas (por exemplo, crença na existência de um poder superior)
2. Unificação da interconexão (ou seja, um senso experiente de conexão com outros seres vivos, o ambiente e um poder superior)
3. Crença no sobrenatural (por exemplo, crença em fenômenos paranormais, como percepção extra-sensorial)
4. Dissolução do eu na experiência (por exemplo, absorção ou perda do sentido do eu separado enquanto imerso na experiência)

O Inventário de Autotranscendência de Adultos possui cinco subescalas:
1. Autoconhecimento e auto-integração
2. Paz de espírito
3. Não apego
4. Autotranscendência
5. Presença no aqui-e-agora e crescimento

## Relação com outros traços de personalidade
Coward (1996) encontrou correlações positivas entre autotranscendência, esperança, propósito na vida e bem-estar cognitivo e emocional em um estudo de adultos saudáveis entre 19 e 85 anos. Correlação negativa foi encontrada entre a autotranscendência medida pela Escala de Autotranscendência de Reed e a depressão em adultos de meia-idade e idosos.
Embora não tenha havido muita pesquisa sobre a validade da autotranscendência como medida de espiritualidade, um estudo descobriu que a autotranscendência estava significativamente relacionada a várias áreas de crença e experiência que têm sido tradicionalmente consideradas "espirituais".
Um estudo relacionando o Inventário de Temperamento e Caráter com os traços de personalidade do Modelo de Cinco Fatores descobriu que a autotranscendência estava mais fortemente relacionada à abertura à experiência e, em menor grau, à extroversão. A autotranscendência não se relaciona em grande parte com os traços do modelo alternativo dos cinco fatores de Zuckerman e com o modelo  de Eysenck, que não incluem um equivalente à abertura à experiência. A autotranscendência está fortemente relacionada à absorção.

## Relação com psicopatologia
Cloninger descobriu que os pacientes psiquiátricos tendem a ser mais baixos em autotranscendência em comparação com adultos na população em geral. A autotranscendência baixa foi particularmente evidente em pacientes com muitos sintomas de transtorno de personalidade esquizoide, mas não é uma característica comum de pessoas com transtornos de personalidade. Isso contrasta com os traços de cooperatividade e autodirecionamento que, em geral, são baixos nos perfis de transtornos de personalidade. Cloninger sugeriu que os níveis de autotranscendência podem ajudar a diferenciar pessoas com esquizoide e aquelas com transtorno de personalidade esquizotípica, já que esta última está mais fortemente associada ao pensamento psicótico.

### Propensão psicótica e sintomas psicóticos
A alta autotranscendência tem sido associada a tendências psicóticas, como a esquizotipia e a mania, particularmente em indivíduos com baixa capacidade de autodirecionamento e cooperatividade.
Cloninger propôs que a autotranscendência leva à "criatividade madura e espiritualidade" quando combinada com um alto autodirecionamento. No entanto, a autotranscendência pode estar associada a tendências psicóticas quando associadas a traços de caráter subdesenvolvidos, pessoas felizes e com espiritualidade saudável devem empenhar um rigoroso senso e teste de realidade e promover juntamente com a autotranscendência sua cooperatividade e autodiretividade:

Em outras palavras, a apreciação das maravilhas e dos mistérios da vida sempre promove sentimentos bons, mas alguns pensamentos que fazem uma pessoa se sentir bem podem ser apenas fantasias e autoengano. Consequentemente, as experiências paranormais podem ser produzidas tanto por extroversão saudável quanto por psicoticismo não saudável, utilizando a terminologia de Hans Eysenck. Pessoas que desfrutam vidas realistas e produtivas devem combinar a investigação imaginativa com um teste de realidade rigoroso, como fazem os artistas criativos, os cientistas e os místicos. Da mesma forma, para resultados reproduzíveis em ciência, pessoas que relatam experiências paranormais precisam ser avaliadas em relação à maturidade e à integração de sua personalidade.
A autotranscendência em si é moderadamente relacionada à esquizotipia, particularmente o componente cognitivo-perceptivo associado ao pensamento mágico e percepções incomuns. Um estudo de pesquisa descobriu que a combinação específica de alta autotranscendência, baixa cooperatividade e baixa autodirecionamento estava especialmente associada a um alto risco de esquizotipia geral. Outro estudo descobriu que pessoas com esquizofrenia também tinham uma combinação de alta autotranscendência, baixa cooperatividade e baixo autodirecionamento em comparação com irmãos não-psicóticos e um grupo de controle da comunidade. Cloninger referiu-se à combinação específica de alta autotranscendência, baixa cooperatividade e baixa auto-direcionamento como um "estilo de personalidade esquizotípico". Baixa cooperatividade e autodirecionamento combinadas com a alta autotranscendência podem resultar em abertura a ideias e comportamentos estranhos ou incomuns associados a percepções distorcidas da realidade. Por outro lado, altos níveis de cooperação e autodirecionamento podem proteger contra as tendências esquizotípicas associadas à alta autotranscendência.
Verificou-se que pessoas com transtorno bipolar têm maior pontuação em autotranscendência e evitação de danos e menor em autodirecionamento em comparação com um grupo de controle da comunidade. Em particular, os níveis de autotranscendência foram associados à gravidade dos sintomas psicóticos em pessoas com transtorno bipolar. Isso está de acordo com resultados de pesquisas anteriores ligando a autotranscendência a delírios e mania. Maior autotranscendência em pessoas com transtorno bipolar pode refletir sintomas residuais do transtorno em vez de consciência transpessoal ou espiritual.
MacDonald e Holland argumentaram que duas das quatro subdimensões da autotranscendência identificadas em seu estudo, a crença no sobrenatural e a dissolução do self na experiência, provavelmente explicam a relação entre a autotranscendência e a psicopatologia encontrada pelos pesquisadores. Pesquisas anteriores descobriram ligações entre crenças sobrenaturais e esquizotipia, e sugeriram que a dissolução do eu provavelmente está ligada a fenômenos como absorção, dissociação e sugestionabilidade, que têm implicações potencialmente patológicas.

## Validade
Críticas foram feitas sobre a concepção de autotranscendência de Cloninger. Embora Cloninger tenha proposto que os traços de caráter, incluindo a autotranscendência, sejam totalmente aprendidos, pesquisas mais recentes sugerem que fatores biológicos e genéticos desempenham um papel importante na forma como a autotranscendência é expressa; Cloninger é também um geneticista que pesquisou populacionalmente quais genes eram mais relevantes para os principais transtornos mentais e traços da personalidade, mas crê que o debate não se limita a um determinismo genético, mas que se deve estimular a agência individual para o desenvolvimento de caráter. Embora as teorias humanistas e transpessoais da psicologia tenham sustentado que a espiritualidade é um componente essencial da saúde e do bem-estar, pesquisas publicadas usando o Inventário de Temperamento e Personalidade ligaram a autotranscendência a vários aspectos de doença mental, mas outras pesquisas também mostraram o efeito positivo quando ela é aliada ao desenvolvimento total do caráter. Cloninger e seus colegas propuseram mais recentemente que a autotranscendência pode representar uma manifestação subclínica de transtornos de humor e psicóticos. Além disso, a preocupação é a escassez de pesquisas que avaliam a validade da autotranscendência como uma medida dos aspectos espirituais da personalidade. Evidências relevantes para a validade da escala são fornecidas por um estudo de MacDonald e Holland, que descobriu que as pessoas que estavam convencidas de que tiveram uma experiência espiritual tiveram uma pontuação mais alta na autotranscendência do que aquelas que não tiveram. Além disso, eles descobriram que a autotranscendência tinha associações positivas e significativas com quatro áreas da espiritualidade: crenças sobre a existência e relevância da espiritualidade; experiência espiritual; crenças paranormais; e religiosidade tradicional. (Embora a dissolução do eu, subdimensão da autotranscendência. tivesse pouca relação com essas coisas). No entanto, a autotranscendência não tinha grande relação com o bem-estar existencial. Este último foi mais fortemente relacionado aos traços do Inventário de Temperamento e Caráter de autodirecionamento e baixa evitação de dano. O autodirecionamento está associado ao autocontrole e à adaptabilidade, enquanto a baixa evitação ao dano está associada ao bem-estar emocional. Isso sugere que a autotranscendência pode ser uma medida válida de áreas da espiritualidade relacionadas a crenças espirituais, experiências espirituais, crenças paranormais e religiosidade tradicional, mas não está relacionada a ter um sentido de significado e propósito na vida que esteja mais relacionado a outras características de personalidade. Além disso, a dissolução do eu no aspecto da experiência da autotranscendência parece ter pouca relação com a espiritualidade e pode estar relacionada aos aspectos mais patológicos da característica.

## Contribuição para a qualidade de vida
Pessoas com esquizofrenia tendem a ter pior qualidade de vida quando comparadas com a população geral. Um estudo de diferenças individuais em pessoas com esquizofrenia descobriu que escores mais altos em autotranscendência e autodirecionamento e escores mais baixos em evitação de dano foram associados a melhores autoavaliações de qualidade de vida. Os autores sugeriram que este achado está de acordo com estudos anteriores, descobrindo que a espiritualidade em pessoas com esquizofrenia está associada a um melhor ajuste à doença.